# 4046 Swain
4046 Swain (1953 TV) là một tiểu hành tinh vành đai chính được phát hiện ngày 7 tháng 10 năm 1953 bởi Đại học Indiana ở Brooklyn.